# ふつおた
ふつおたは、ラジオ番組で使われる言葉で「普通のお便り」の略称用語である。

## 概要
ラジオ番組において、リスナーにメッセージを募る際、番組構成において設けた企画（コーナー）宛ではないメッセージのことである。主に「ふつおた」で扱われるのは、「リスナーの日常生活でのエピソード」、番組もしくはラジオパーソナリティに対する感想、相談、質問等がある。

## 沿革
1980年代までのラジオ番組では「ふつおた」という言葉は使われておらず、ネタコーナー名が書かれていないハガキを、番組宛に届いたハガキという形で一括処理され読まれることが殆どであった。
しかし、1989年10月から『はいぱぁナイト』（KBS京都）にて金曜のパーソナリティを担当した声優の日髙のり子が当該語彙を初めて使用した人物であるとされており、1991年に日髙が番組宛に送られてきたハガキを「おたがき（お便り＋お葉書のかばん語）」と呼称し、102回放送分で番組宛に送られてきたネタコーナー以外に送られて来たハガキを『ふつうのおたがき』と名付けたのが最初である。
日髙は「ネタコーナーと区別しやすくしたい」と言う事と、放送当時に番組に届けられたハガキの量に対し、番組スタッフの数が足りず、処理を簡略化したい意図があったと告白しており、「ふつうのおたがき」に対して、複数の番組リスナー投稿者が、他の番組でネタコーナー以外の内容の葉書に対し、「普通のはがき」もしくは「普通のおたより」という名称を使い投稿していったため、「普通のおたより」を略した「ふつおた」が使われ広く広まって行き、ラジオ番組の中でジャンルを問わず語彙の使用が広まって行った。